# Бочаговка
Бочаго́вка (рос. Бочаговка) — присілок у складі Леб'яжівського округу Курганської області, Росія.
Населення — 86 осіб (2010, 136 у 2002).